# Mathilde Bonaparte
Mathilde Bonaparte francia és montforti hercegnő (franciául: Mathilde Bonaparte, Princesse française, németül: Prinzessin Mathilde Bonaparte von Montfort, teljes nevén Mathilde-Létizia Wilhelmine; Trieszt, 1820. május 7. – Párizs, 1904. január 2.) a Bonaparte-házból származó francia és montforti hercegnő, házassága révén Gyemidova grófné és San Donato hercegnéje.

## Élete
Mathilde Létizia Bonaparte hercegnő 1820 májusában látott napvilágot Jérôme Bonaparte volt vesztfáliai király és Katalin Friderika württembergi királyi hercegnő második gyermekeként, egyben egyetlen leányaként. Édesapja I. Napóleon francia császár fivéreként megszerezte magának az újonnan megalakult Vesztfália trónját. Királyi címét azonban elvesztette Napóleon bukása után, és el kellett menekülnie Ausztriába. Katalin Friderika királyi hercegnő Frigyes württembergi király leányaként született, politikai okból ment nőül Jérôme Bonapartéhoz, ennek ellenére mégis férjével tartott a száműzetésbe. Frigyes király később megenyhült leánya és veje irányába; bocsánata jeleként Montfort uralkodó hercegévé tette meg Jérôme Bonapartét.
Mathilde hercegnő elsősorban Firenzében és Rómában nőtt fel családja körében. Szülei még kisgyermekként szánták unokatestvérének, Louis-Napoléon Bonaparténak; azonban a házassági terv végül nem valósult meg. Édesapja mindenféleképpen egy gazdag herceghez kívánta hozzáadni leányát, így vetve véget saját anyagi problémáinak. 1840. november 1-jén a hercegnő, elsősorban szülei nyomásának engedelmeskedve nőül ment Anatolij Nyikolajevics Gyemidov grófhoz. Anatolij Nyikolajevics gróf egy gazdag, előkelő orosz arisztokrata famíliába, a Gyemidov-házba született Nyikolaj Nyikityics Gyemidov gróf és Jelizaveta Alekszandrovna Sztroganova bárónő fiaként. Anatolij Nyikolajevicset 1840 októberében emelte II. Lipót toszkánai nagyherceg San Donato uralkodó hercegévé az okból, hogy Mathilde hercegnő ne házasodjék rangon alul. Noha ezt a címet Oroszországban soha nem ismerték el, az esküvő után Anatolij Nyikolajevics Gyemidov gróf hazavitte hitvesét Szentpétervárra, ahol Mathilde hercegnőt bemutatták a cári udvartartásnak. A hercegnő anyai ágon távoli rokonságban állt a cári családdal; az orosz uralkodót teljesen elbűvölte unokahúga.
A házasság mondhatni a kezdetektől fogva nem működött jól. Anatolij Nyikolajevics gróf vagyonos, vasakaratú ember volt, aki még saját felesége kedvéért sem mutatott hajlandóságot a szeretőjével való szakítás iránt. Valentine de Sainte-Aldegonde francia nemeshölgy és Gyemidov gróf kapcsolata nagy bosszúságot okozott Mathilde Bonaparténak; a hercegnő erre válaszként viszonyt létesített a francia–holland származású Émilien de Nieuwerkerke gróffal. 1846 szeptemberében, egy kínos veszekedést és a házaspár gondjainak nyilvánosságra kerülését követően a hercegnő szeretőjével Párizsba szökött, megtartva magának a családi ékszereket is, melyeket házasságkötésekor kapott Gyemidov gróftól. Anatolij Nyikolajevics az ékszerekért cserébe évi kétszázezer frank életjáradékot eszközölt ki neje számára az orosz udvartól; az ékszerek végül mégsem kerültek vissza a tulajdonába. 1847-ben a házasságot I. Miklós orosz cár engedélyével felbontották.
A francia fővárosban Mathilde hercegnő fényes udvartartást vezetett. Unokatestvére és egykori jegyese, III. Napóleon francia császár 1853-ban francia hercegnői (Princesse française) rangra emelte. Rezidenciájában a kor neves művészei, írói mind megfordultak; a hercegnő szalonja egyike lett a párizsi élet központjainak. 1870-ben unokatestvérének, III. Napóleonnak és császárságának bukása után a hercegnő pár éves száműzetésbe vonult Belgiumba, de hamarosan engedélyt kapott a visszatérésre. Első férjének halála után, 1873 decemberében Mathilde Bonaparte új házasságot kötött Claudius Marcel Popelin költővel (1825–1892).
Mathilde Bonaparte hercegnő élete hátralevő éveit a francia fővárosban töltötte. Első házassága révén kialakult kapcsolatai az orosz cári udvarral nem merültek feledésbe; 1894-ben szerepelt a II. Miklós orosz cár és felesége franciaországi fogadására meghívottak között. Mathilde Bonaparte francia és montforti hercegnő 1904. január 2-án hunyt el Párizsban, nyolcvanhárom éves korában. A fővárosban temették el.

## Fordítás
- Ez a szócikk részben vagy egészben a Mathilde-Létizia Bonaparte című francia Wikipédia-szócikk ezen változatának fordításán alapul.  Az eredeti cikk szerkesztőit annak laptörténete sorolja fel. Ez a jelzés csupán a megfogalmazás eredetét és a szerzői jogokat jelzi, nem szolgál a cikkben szereplő információk forrásmegjelöléseként.